# Simon Stefani
Simon Stefani (* 3. Januar 1929 in Përmet; † 2. August 2000) war ein albanischer Politiker der Partei der Arbeit Albaniens.

## Biografie
1958 wurde Stefani, der griechischer Abstammung ist, erstmals Abgeordneter der Volksversammlung (Kuvendi Popullor) und gehörte dieser in der vierten und fünften Wahlperiode als Vertreter für den Kreis Berat bis 1966 an.
Auf dem 7. Parteitag der PPSh erfolgte im November 1976 seine Wahl zum Kandidaten des Politbüros der PPSh.
Zwischen 1978 und 1991 war er von der neunten bis elften Legislaturperiode erneut Abgeordneter der Volksversammlung. Während dieser Zeit war er vom 25. Dezember 1978 bis zum 22. November 1982 Vorsitzender der Volksversammlung und damit Parlamentspräsident.
Am 7. Mai 1979 wurde er außerdem Mitglied des Sekretariats des ZK der PPSh und bekleidete diese Funktion fast zehn Jahre lang bis zu seinem Ausscheiden am 2. Februar 1989. Auf dem 8. Parteitag der PPSh wurde er im November 1981 zudem zum Mitglied des Politbüros gewählt und gehörte diesem obersten Führungsgremium der Partei bis zum Dezember 1990 an.
Nach seinem Ausscheiden aus dem ZK-Sekretariat wurde er am 2. Februar 1989 Nachfolger von Hekuran Isai als Stellvertretender Vorsitzender des Ministerrates und Innenminister und bekleidete diese Ämter in der Regierung von Ministerpräsident Adil Çarçani bis zum 9. Juli 1990. Als Innenminister war er zugleich oberster Dienstvorgesetzter des Geheimdienstes Sigurimi. In einer Presseerklärung in der Parteizeitung Zëri i Popullit gab er 1990 die Zahl von Menschen in Haftanstalten und Umerziehungslagern mit lediglich 3.850 an, während ausländische Beobachter von 20.000 bis 40.000 Inhaftierten ausgingen.
Im Anschluss gehörte er der Regierung bis zum 23. Dezember 1990 als Vorsitzender der Staatlichen Kontrollkommission an und war in dieser Position Nachfolger von Manush Myftiu.
1994 wurde gegen ihn und die ehemaligen Funktionäre Ramiz Alia, Hekuran Isai und Adil Çarçani Anklage wegen Amtsmissbrauchs und Verletzung der Bürgerrechte Anklage erhoben. Durch ein Gericht in Tirana kam es im Juli 1994 zu folgenden Verurteilungen: Alia neun Jahre Freiheitsstrafe, Stefani acht Jahre, Isai fünf Jahre sowie Çarçani fünf Jahre Freiheitsstrafe auf Bewährung. Im Januar 1996 wurde durch ein Gericht in Tirana seine Verhaftung angeordnet.